# Philosinidae
Famille
Les Philosinidae sont une famille de libellules du sous-ordre des Zygoptera (insectes communément appelés « demoiselles »). Dans le passé ces espèces étaient rangées dans la famille des Megapodagrionidae.

## Liste des genres
Selon World Odonata List :
- Philosina Ris, 1917
- Rhinagrion Calvert, 1913